# Bahnstrecke Portland–Rochester
| Streckenlänge: | 84,80 km             |                                                           |                                                           |
| Spurweite: | 1435 mm (Normalspur) |                                                           |                                                           |
| |                      |                                                           |                                                           |
| Gleise: | 1                    |                                                           |                                                           |
| Gesellschaft: | PAR                  |                                                           |                                                           |
| \| \| \| \| \| \| \| \| von Portland India Street \| \| \| \| ca. −2 \| Portland&Rochester Junction \| Portland&Rochester Junction \| \| \| \| nach Island Pond \| \| \| \| 0,00 \| Portland ME Preble Street \| Portland ME Preble Street \| \| \| \| zur Union Station \| \| \| \| \| nach South Portland \| \| \| \| ca. 2,5 \| Woodfords ME \| Woodfords ME \| \| \| \| von Portland Commercial Street \| \| \| \| 4,22 \| Deering Junction ME (früher Westbrook Junction, Morrills) \| Deering Junction ME (früher Westbrook Junction, Morrills) \| \| \| \| nach Rockland \| \| \| \| \| Streckenende \| \| \| \| ca. 8,5 \| Main Street \| Main Street \| \| \| \| Verbindungsbogen nach Portland \| \| \| \| 9,16 \| Cumberland Mills ME \| Cumberland Mills ME \| \| \| \| Verbindungsbogen nach Lunenburg \| \| \| \| \| Strecke Portland–Lunenburg \| \| \| \| \| Verbindungsbogen aus Richtung Portland \| \| \| \| \| Streckenende/Stroudwater Street \| \| \| \| 10,62 \| Westbrook ME (früher Saccarappa) \| Westbrook ME (früher Saccarappa) \| \| \| 16,69 \| Gorham ME \| Gorham ME \| \| \| 24,85 \| Buxton ME (früher Buxton Centre) \| Buxton ME (früher Buxton Centre) \| \| \| 28,82 \| Bar Mills ME (früher Saco River) \| Bar Mills ME (früher Saco River) \| \| \| \| Saco River \| \| \| \| 32,28 \| Bradbury ME (früher Hollis Center) \| Bradbury ME (früher Hollis Center) \| \| \| \| Cook's Brook \| \| \| \| 40,46 \| Wescott ME (früher East Waterboro) \| Wescott ME (früher East Waterboro) \| \| \| 45,40 \| Waterboro ME (früher South Waterboro) \| Waterboro ME (früher South Waterboro) \| \| \| 52,37 \| Alfred ME \| Alfred ME \| \| \| 58,61 \| Sanford&Springvale ME (früher Springvale) \| Sanford&Springvale ME (früher Springvale) \| \| \| \| Überlandstraßenbahn \| \| \| \| \| Verbindungsgleis zur Straßenbahn \| \| \| \| \| Mousam River \| \| \| \| 69,56 \| Eastwood ME (früher East Lebanon) \| Eastwood ME (früher East Lebanon) \| \| \| \| Salmon Falls River \| \| \| \| 80,66 \| Rindgemere NH (früher East Rochester) \| Rindgemere NH (früher East Rochester) \| \| \| 84,80 \| Rochester NH \| Rochester NH \| \| \| \| Strecke Jewett–Intervale Junction \| \| \| \| \| Strecke Dover–Alton Bay \| \| \| \| \| nach Worcester \| \| |                      |                                                           |                                                           |
| |                      |                                                           |                                                           |
| Strecke (außer Betrieb) |                      | von Portland India Street                                 | von Portland India Street                                 |
| Haltepunkt / Haltestelle (Strecke außer Betrieb) | ca. −2               | Portland&Rochester Junction                               | Portland&Rochester Junction                               |
| Abzweig geradeaus und nach rechts (Strecke außer Betrieb) |                      | nach Island Pond                                          | nach Island Pond                                          |
| Bahnhof (Strecke außer Betrieb) | 0,00                 | Portland ME Preble Street                                 | Portland ME Preble Street                                 |
| Abzweig geradeaus und nach links (Strecke außer Betrieb) |                      | zur Union Station                                         | zur Union Station                                         |
| Abzweig geradeaus und nach links (Strecke außer Betrieb) |                      | nach South Portland                                       | nach South Portland                                       |
| Haltepunkt / Haltestelle (Strecke außer Betrieb) | ca. 2,5              | Woodfords ME                                              | Woodfords ME                                              |
| Abzweig ehemals geradeaus und von links |                      | von Portland Commercial Street                            | von Portland Commercial Street                            |
| Dienststation / Betriebs- oder Güterbahnhof | 4,22                 | Deering Junction ME (früher Westbrook Junction, Morrills) | Deering Junction ME (früher Westbrook Junction, Morrills) |
| Abzweig geradeaus und nach rechts |                      | nach Rockland                                             | nach Rockland                                             |
| |                      | Streckenende                                              |                                                           |
| Betriebs-/Güterbahnhof Strecke bis hier außer Betrieb | ca. 8,5              | Main Street                                               | Main Street                                               |
| Abzweig ehemals geradeaus und nach links |                      | Verbindungsbogen nach Portland                            | Verbindungsbogen nach Portland                            |
| Bahnhof (Strecke außer Betrieb) | 9,16                 | Cumberland Mills ME                                       | Cumberland Mills ME                                       |
| Abzweig geradeaus und nach rechts (Strecke außer Betrieb) |                      | Verbindungsbogen nach Lunenburg                           | Verbindungsbogen nach Lunenburg                           |
| Kreuzung (Strecken außer Betrieb) |                      | Strecke Portland–Lunenburg                                | Strecke Portland–Lunenburg                                |
| Abzweig ehemals geradeaus und von links |                      | Verbindungsbogen aus Richtung Portland                    | Verbindungsbogen aus Richtung Portland                    |
| |                      | Streckenende/Stroudwater Street                           |                                                           |
| Bahnhof (Strecke außer Betrieb) | 10,62                | Westbrook ME (früher Saccarappa)                          | Westbrook ME (früher Saccarappa)                          |
| Bahnhof (Strecke außer Betrieb) | 16,69                | Gorham ME                                                 | Gorham ME                                                 |
| Bahnhof (Strecke außer Betrieb) | 24,85                | Buxton ME (früher Buxton Centre)                          | Buxton ME (früher Buxton Centre)                          |
| Bahnhof (Strecke außer Betrieb) | 28,82                | Bar Mills ME (früher Saco River)                          | Bar Mills ME (früher Saco River)                          |
| Brücke über Wasserlauf (Strecke außer Betrieb) |                      | Saco River                                                | Saco River                                                |
| Bahnhof (Strecke außer Betrieb) | 32,28                | Bradbury ME (früher Hollis Center)                        | Bradbury ME (früher Hollis Center)                        |
| Brücke über Wasserlauf (Strecke außer Betrieb) |                      | Cook's Brook                                              | Cook's Brook                                              |
| Bahnhof (Strecke außer Betrieb) | 40,46                | Wescott ME (früher East Waterboro)                        | Wescott ME (früher East Waterboro)                        |
| Bahnhof (Strecke außer Betrieb) | 45,40                | Waterboro ME (früher South Waterboro)                     | Waterboro ME (früher South Waterboro)                     |
| Bahnhof (Strecke außer Betrieb) | 52,37                | Alfred ME                                                 | Alfred ME                                                 |
| Bahnhof (Strecke außer Betrieb) | 58,61                | Sanford&Springvale ME (früher Springvale)                 | Sanford&Springvale ME (früher Springvale)                 |
| Kreuzung (Strecken außer Betrieb) |                      | Überlandstraßenbahn                                       | Überlandstraßenbahn                                       |
| Abzweig geradeaus und von links (Strecke außer Betrieb) |                      | Verbindungsgleis zur Straßenbahn                          | Verbindungsgleis zur Straßenbahn                          |
| Brücke über Wasserlauf (Strecke außer Betrieb) |                      | Mousam River                                              | Mousam River                                              |
| Bahnhof (Strecke außer Betrieb) | 69,56                | Eastwood ME (früher East Lebanon)                         | Eastwood ME (früher East Lebanon)                         |
| Brücke über Wasserlauf (Strecke außer Betrieb) |                      | Salmon Falls River                                        | Salmon Falls River                                        |
| Bahnhof (Strecke außer Betrieb) | 80,66                | Rindgemere NH (früher East Rochester)                     | Rindgemere NH (früher East Rochester)                     |
| Bahnhof (Strecke außer Betrieb) | 84,80                | Rochester NH                                              | Rochester NH                                              |
| Kreuzung (Strecke geradeaus außer Betrieb) |                      | Strecke Jewett–Intervale Junction                         | Strecke Jewett–Intervale Junction                         |
| Kreuzung (Strecken außer Betrieb) |                      | Strecke Dover–Alton Bay                                   | Strecke Dover–Alton Bay                                   |
| Strecke (außer Betrieb) |                      | nach Worcester                                            | nach Worcester                                            |

Die Bahnstrecke Portland–Rochester ist eine Eisenbahnstrecke in Maine und New Hampshire (Vereinigte Staaten). Sie ist 84,80 Kilometer lang und verbindet die Städte Portland (Maine) und Rochester (New Hampshire). Die normalspurige Strecke ist größtenteils stillgelegt. Auf den noch verbleibenden Abschnitten im Großraum Portland wird durch die Pan Am Railways ausschließlich Güterverkehr betrieben. 

## Geschichte
1842 hatte die Portland, Saco and Portsmouth Railroad (PS&P) die Bahnstrecke Portland–Portsmouth eröffnet. Als Konkurrenzunternehmen dazu wurde am 30. Juli 1846 die York and Cumberland Railroad of Maine (Y&C) gegründet. Sie beabsichtigte, eine Strecke von Portland südwestwärts nach South Berwick an der Boston and Maine Railroad zu bauen. Man erhoffte sich, dass die Boston&Maine ihre Züge dann über die neue Strecke leiten würde, statt über die PS&P. Außerdem befinden sich entlang der geplanten Strecke mehrere größere Textilfabriken, die bis zum Ende der Bahn die Hauptlast des Güterverkehrs lieferten. 1847 pachtete jedoch die Boston&Maine gemeinsam mit ihrem Konkurrenten, der Eastern Railroad, die PS&P und die Hoffnungen der Y&C auf die Pachteinnahmen wurden zerstört.
Dennoch begann man 1849 mit dem Bau der Strecke. Am 8. Februar 1851 fuhren die ersten Züge der Y&C von Portland bis Gorham. Der Endbahnhof in Portland befand sich nördlich des Zentrums an der Preble Street. Noch im gleichen Jahr verlängerte die Kennebec and Portland Railroad ihre Bahnstrecke Portland–Bath bis Deering Junction. Deren Züge benutzten ab dort die Y&C-Strecke bis zur Preble Street mit. Am 15. Februar 1853 war der Saco River bei Bar Mills erreicht. Hier stockte der Weiterbau, da der Gesellschaft das Geld ausging und sie den Brückenbau über den Fluss nicht finanzieren konnte. Bis Alfred waren jedoch bereits Gradierungsarbeiten ausgeführt worden.
Am 25. März 1865 wurde die Bahngesellschaft in Portland and Rochester Railroad umgegründet und man änderte nun das westliche Ziel der Bahnstrecke. Sie sollte nach Rochester in New Hampshire führen, wo sie die nordöstliche Verlängerung der geplanten Nashua and Rochester Railroad darstellen würde. Da die Stadt Portland ein Interesse daran hatte, das Transportmonopol der PS&P zu brechen, investierte sie 700.000 Dollar in die Gesellschaft und 1870 konnte schließlich die Strecke bis Alfred eröffnet werden. Im folgenden Jahr war Rochester und damit der geplante Endpunkt der Strecke erreicht. Die Nashua&Rochester stellte ihre Strecke 1874 fertig. Schon bald gab es durchgehende Züge von Worcester (Massachusetts) nach Portland über diese Strecke. Ebenfalls 1874 eröffnete die Portland&Rochester eine Verbindung von ihrem Endbahnhof in Portland an der Preble Street zur Grand Trunk Railway. 
1888 wurde die Portland Union Station eröffnet. Erst drei Jahre später entschloss sich auch die Portland&Rochester dazu, ihre Züge in den neuen Hauptbahnhof einzuführen. Der Bahnhof Preble Street wurde daraufhin zum Güterbahnhof umgebaut. Die Personenzüge fuhren trotzdem in den Bahnhof Preble Street ein, um unmittelbar rückwärts über die 1891 eröffnete neue Verbindungsbahn zum Hauptbahnhof in diesen einzufahren.
Die Portland and Rochester Railroad wurde 1900 aufgelöst und ihr gesamtes Eigentum in das der Boston&Maine überführt, die von diesem Tag an auch den Betrieb auf der Strecke führte. Die komplizierte Betriebsabwicklung im Stadtgebiet von Portland endete 1911, als der Abschnitt Deering Junction–Preble Street stillgelegt wurde. Die Züge verkehrten ab diesem Zeitpunkt über die Bahnstrecke Portland–Rockland. Der Bahnhof Preble Street war weiterhin über die Verbindungsstrecke zum Hauptbahnhof und über die Verbindung zur Grand Trunk Railway erreichbar.
1928 endete der durchgehende Zugverkehr nach Nashua und Worcester. Alle Züge endeten in Rochester und hatten großteils nicht einmal mehr Anschlüsse in Richtung Nashua. Am 25. Juni 1932 fuhr der letzte Personenzug über die Strecke. 1949 war das Güterverkehrsaufkommen soweit gesunken, dass die Boston&Maine beschloss, die Strecke zwischen Westbrook und Rochester stillzulegen. Die neugegründete Sanford and Eastern Railroad erwarb diesen Abschnitt jedoch und führte den Betrieb fort. Zusätzlich erwarb sie etwa drei Kilometer der stillgelegten Straßenbahnstrecke der Atlantic Shore Line Railway vom Bahnhof Sanford&Springvale ins Zentrum von Sanford. Man baute eine Gleisverbindung ein und konnte nun ein großes Textilwerk in Sanford direkt bedienen.
1952 wurde die Strecke zwischen Sanford&Springvale und Rochester stillgelegt, dennoch verkehrten noch etwa zwei Jahre lang gelegentlich Züge bis Rindgemere. Da in Portland eine Autobahn gebaut werden sollte, legte die Boston&Maine ein kurzes Streckenstück zwischen Deering Junction und Cumberland Mills still. Die Güterzüge fuhren nun über die Bahnstrecke Portland–Lunenburg nach Portland hinein. An der Strecke liegende Güteranschlüsse wurden weiterhin bedient, die Portland Terminal Company führte nun diese Transporte durch. 1961 wurde die Textilfabrik in Sanford geschlossen, was im April des Jahres nun doch die Stilllegung westlich von Westbrook und die Auflösung der Sanford&Eastern brachte.
Ab 1983 führte die Guilford Transportation den Betrieb auf den noch verbleibenden Streckenabschnitten bei Cumberland Mills und in Portland. Nachdem 1984 ein Brand eine Brücke der ehemaligen Grand-Trunk-Strecke zerstört hatte, wurden diese sowie die Verbindung vom Bahnhof Preble Street dorthin stillgelegt. Auch der Verkehr von der ehemaligen Union Station zum Bahnhof Preble Street wurde etwa 2000 eingestellt. Seit 2006 firmiert der Betreiber unter dem Namen Pan Am Railways.

## Streckenbeschreibung
Die Strecke beginnt im Bahnhof Preble Street in Portland. Der Bahnhof wurde erst 2000 stillgelegt und wurde noch nicht vollständig abgebaut. Die Trasse ist jedoch im weiteren Verlauf in nordwestliche Richtung bis Deering Junction vollständig überbaut. In Deering Junction kreuzte die Strecke die Bahnstrecke nach Bath und biegt in Richtung Westen ab. Nach wenigen hundert Metern enden die Gleise. Sie beginnen erst wieder kurz nach der Überquerung der Riverside Street, werden jedoch bis zum Güterbahnhof Main Street nicht mehr benutzt. Kurz hinter dem Güterbahnhof quert die Trasse die Bahnstrecke nach Lunenburg, zu der auch Verbindungsbögen bestehen. Heute werden nur noch die Verbindungsbögen befahren, sowohl das geradeaus führende Gleis der ehemaligen Strecke nach Rochester als auch die Strecke nach Lunenburg sind stillgelegt und abgebaut. Nach der Kreuzung befindet sich ein weiterer Industrieanschluss. Das Streckengleis endet stumpf vor der Stroudwater Street.
Die Strecke führte weiter direkt neben dem Wayside Drive in Richtung Westen. In Gorham biegt die Trasse nach Südwesten ab und führt bis Bar Mills, wo der Saco River überquert wird. Von der Brücke sind heute nur noch die Pfeilerfundamente vorhanden. Die Bahn verläuft nun kurvenreich weiter in südwestlicher Richtung bis Sanford&Springvale. Direkt nach dem Bahnhof befand sich der Bahnübergang über die Pleasant Street, auf der die Überlandstraßenbahn nach Biddeford verkehrte. Die daran anschließende Brücke über den Mousam River ist noch vorhanden und dient heute einem Rad- und Fußweg.
Die Bahn verläuft weiter kurvenreich in fast südliche Richtung. Ab East Lebanon bis zur Staatsgrenze nach New Hampshire benutzt heute der Highway 202 das Trassee. Die Staatsgrenze bildet der Salmon Falls River, über den die Strecke nach East Rochester einfährt. Die Brücke über den Fluss ist abgerissen. Die Strecke verläuft nun relativ geradlinig bis zum Bahnhof Rochester, wo sie die Bahnstrecken Jewett–Intervale Junction und Dover–Alton Bay kreuzt. Letztere ist stillgelegt, ebenso wie die Fortsetzung der Bahnstrecke Portland–Rochester in Richtung Nashua.

## Anhang